# والدفریدهوف دالم
والدفریدهوف دالم (آلمانی: Waldfriedhof Dahlem) قبرستانی در شتگلیتس-تسهلندورف در برلین در کشور آلمان است.کار ساخت این مکان در سال ۱۹۳۱ آغاز و در سال ۱۹۳۳ به اتمام رسید.

## اشخاص مشهور
فهرست برخی اشخاص مشهوری که در این گورستان به خاک سپرده شده‌اند:
- گوتفرید بن
- او. ئی. هاسه
- کته دورش
- لا یانا
- اریش موزام
- والتر شرایبر
- رولاند فرایسلر